# Wataga
Wataga és una població dels Estats Units a l'estat d'Illinois. Segons el cens del 2000 tenia 857 habitants.

## Demografia
Segons el cens del 2000, Wataga tenia 857 habitants, 336 habitatges, i 256 famílies. La densitat de població era de 380,3 habitants/km².
Dels 336 habitatges en un 37,5% hi vivien nens de menys de 18 anys, en un 56,5% hi vivien parelles casades, en un 15,8% dones solteres, i en un 23,8% no eren unitats familiars. En el 20,2% dels habitatges hi vivien persones soles el 8,3% de les quals corresponia a persones de 65 anys o més que vivien soles. El nombre mitjà de persones vivint en cada habitatge era de 2,55 i el nombre mitjà de persones que vivien en cada família era de 2,89.
Per edats la població es repartia de la següent manera: un 27,4% tenia menys de 18 anys, un 9,3% entre 18 i 24, un 27,1% entre 25 i 44, un 24,9% de 45 a 60 i un 11,3% 65 anys o més.
L'edat mediana era de 36 anys. Per cada 100 dones de 18 o més anys hi havia 83,5 homes.
La renda mediana per habitatge era de 39.205 $ i la renda mediana per família de 41.786 $. Els homes tenien una renda mediana de 35.114 $ mentre que les dones 20.700 $. La renda per capita de la població era de 15.553 $. Aproximadament el 8,8% de les famílies i l'11,2% de la població estaven per davall del llindar de pobresa.

## Poblacions més properes
El següent diagrama mostra les poblacions més properes.